# بالگردگاه بیمارستان گود سمریتن
بالگردگاه بیمارستان گود سمریتن (به انگلیسی: Good Samaritan Hospital Heliport) یک فرودگاه خصوصی است. این فرودگاه در شهر کرولیس، اورگن کشور ایالات متحده آمریکا قرار دارد و در ارتفاع ۱۰۳ متری از سطح دریا واقع شده‌است.